# George Lincoln Burr
Pour les articles homonymes, voir Burr.
George Lincoln Burr (30 janvier 1857 - 27 juin 1938) est un historien et essayiste américain, professeur d'histoire et bibliothécaire à l'Université Cornell, proche collaborateur d'Andrew Dickson White, le premier président de Cornell, surtout connu pour ses travaux historiques sur la sorcellerie.

## Biographie
Né à Albany, dans l'État de New York, George Lincoln Burr est entré à la Cortland Academy en 1869, où il a rencontré pour la première fois Andrew Dickson White, conférencier invité à l'occasion de son 50e anniversaire. La crise financière de 1873 ayant ruiné sa famille, il dut interrompre ses études à 16 ans. Après avoir brièvement été instituteur, il a fait son apprentissage comme imprimeur du journal "The Standard" à Cortland. Quatre ans, il était parvenu à mettre de côté 200 dollars, ce qui lui permit de s'inscrire à Cornell en 1877. En deuxième année, Burr a suivi un cours de formation permanente donné par A.D. White sur le développement historique du droit criminel et fut admis à se présenter à l'examen. White fut tellement impressionné par les résultats de Burr qu'il le nomma secrètement examinateur (c'est-à-dire correcteur) en histoire. White rapporte dans son autobiographie : "Bien sûr, cela a été gardé entièrement secret ; car si les aînés avaient su que j'avais confié leurs papiers aux tendres soins d'un sophomore, ils m'auraient probablement lynché."
Après son diplôme, obtenu en 1881, Burr accepta l'offre de White de servir à la fois comme maître assistant et examinateur en histoire moderne et comme secrétaire particulier de White. Ce fut le début d'un partenariat littéraire qui dura jusqu'à la mort de White en 1918. Sous la tutelle de White, Burr est devenu un spécialiste de l'histoire médiévale. Après avoir voyagé et étudié en Suisse, en France et en Allemagne, Burr a été nommé à la faculté de Cornell en 1888. Il a été nommé professeur d'histoire médiévale en 1892. En 1919, il est élu professeur à la chaire d'histoire John Stambaugh à Cornell. 
En tant que bibliothécaire d'Andrew Dickson White de 1880 à 1922, Burr a peu à peu rassemblé les collections de manuscrits et de livres rares de Cornell dans les domaines de la sorcellerie, de la Réforme et de la Révolution française. Sa contribution la plus célèbre dans ce domaine fut sa découverte en 1885, dans la bibliothèque de l'Université de Trèves, du Manuscrit de Cornelius Loos (1592), l'un des premiers livres écrits en Allemagne contre les procès de sorcières de la fin du XVIe siècle, et que l'on croyait détruit par l'Inquisition. Cette découverte lui fit interrompre brutalement ses études en Europe pour retourner à New York avec le manuscrit. Il n'a de ce fait jamais obtenu de diplôme universitaire supérieur au-delà de son B.A. de Cornell. Ses diplômes supérieurs ultérieurs sont tous honoris causa.) Il a néanmoins fait des recherches à l'Université du Wisconsin-Madison en 1904 et au Washington College en 1907, et à Western Reserve, aujourd'hui Case Western, en 1905).
George Lincoln Burr a été corédacteur en chef de la revue American Historical Review de 1905 à 1915 avec J. Franklin Jameson, membre de l'American Historical Association, et en a été le président en 1916.  Il a aussi été élu membre de la American Antiquarian Society en 1908. Il a servi de consultant historique pour la Commission américaine nommée par le président américain Grover Cleveland pour régler un conflit frontalier entre Venezuela et la Guyana britannique. La commission comprenait deux recteurs d'université, Andrew Dickson White de Cornell et Daniel Coit Gilman de Johns-Hopkins, et White a suggéré que Burr soit nommé pour étudier l'histoire et la géographie du territoire en litige. Cette mission a amené Burr aux archives royales des Pays-Bas et du Royaume-Uni. Il a également reçu des milliers de pages du gouvernement vénézuélien, et cet effort a occupé une grande partie de son temps de 1896 à 1899. Son ami et collègue J. Franklin Jameson a déclaré que le rapport de la Commission du tracé de la frontière vénézuélienne était "la recherche historique et critique la plus fine à jamais avoir été enfouie dans un rapport gouvernemental".
George Lincoln Burr a épousé Mattie Alexander Martin, une diplômée de Cornell, en août 1907. Elle mourut après avoir accouché en janvier 1909, tout comme leur enfant.

## Contribution historique

### La "guerre de la science et de la religion"
À partir de 1869, et tout au long de sa carrière, le professeur White a soutenu que l'histoire montrait les résultats négatifs résultant de toute tentative de la part de la religion d'interférer avec le progrès de la science. Burr a été profondément influencé par les vues de White, et l'a aidé à éditer une série d'articles, publiés dans 'Popular Science, couvrant tous les aspects du débat. En 1896? ils publièrent le livre en deux volumes "Histoire de la guerre de la science avec la théologie dans la chrétienté". Burr, qui avait été rémunéré par White pour son travail, refusa que le livre soit porté à son crédit et que les deux noms d'auteurs figurent sur la page de gade du livre. Par la suite, Burr travailla d'arrache-pied sur une révision de l'ouvrage, qui n'a jamais été publié. À ce stade, malgré sa grande sympathie pour les idées de White, Burr estimait que le livre ne réalisait pas ce que promettait son titre ; il rebaptisa la deuxième édition révisée, "Histoire de la guerre de l'humanité" ("Warfare of Humanity").

### Œuvres de Burr
- Narratives of the Witchcraft Cases, 1648–1706, edited by G. L. Burr, 1914, New York: C Scribner's Sons, or Reprint, Mineola, N.Y.: Dover Publications, 2002. Also available online at Narratives of the Witchcraft Cases, 1648–1706, e-text, University of Virginia
- "The Freedom of History" (Discours de Burr en 1916 en tant que président de l'American Historical Association), The American Historical Review, Vol. 22, No. 2. (Jan., 1917), pp. 253–271. Lire en ligne : The Freedom of History, American Historical Association
- Venezuela-British Guiana Boundary Commission, appointed by the President of the United States "to investigate and report upon the true divisional line between the Republic of Venezuela and British Guiana." Reports. Washington, DC: Government Print Office, 1897.
- New England's Place in the History of Witchcraft. Freeport, N.Y.: Books for Libraries Press, 1971.

### Œuvres reposant sur les recherches de Burr, et le citant comme source
- Hulme, Edward Maslin (1923), The Renaissance, the Protestant Revolution and the Catholic Reformation in Continental Europe, New York: The Century Press
- Hulme, Edward Maslin (1929), The Middle Ages, New York: H. Holt

## Culture populaire
La vie de George Lincoln Burr et sa découverte du manuscrit perdu de Cornelius Loos a fourni le sujet du roman historique d'Elmar Bereuter Die Lichtfänger.